# Georg Gottfried Küster
Georg Gottfried Küster (* Januar 1695 in Halle (Saale); † 28. Februar 1776 in Berlin) war ein deutscher Schulmann und Historiker.

## Leben
Küster war der Sohn des Schneidermeisters Ludolph George Küster (1670–1745) und der Predigertochter Dorothee Elisabeth geb. Gasto (1667–1732), Ur-Enkelin des Gelehrten und Hallenser Superintendenten Johannes Olearius (1546–1623). Seit 1712 bestritt er an der Universität Halle ein Theologiestudium, besuchte aber auch Vorlesungen von Johann Gottlieb Heineccius zur römischen und deutsche Rechtsgeschichte. Hiernach war er seit 1716 kurzzeitig in Berlin als Hauslehrer angestellt. Im Jahr 1718 wurde er zum Rektor der Schule zu Tangermünde berufen. Bereits 1723 kehrte er nach Berlin zurück und war bis 1728 am Cöllnischen Gymnasium. Ebenfalls 1728 wurde Küster Mitglied der königlichen Akademie der Wissenschaften. Seine berufliche Entfaltung fand er schließlich zunächst als Konrektor und seit 1732 bis an seinen Tod als Rektor des Friedrichswerderschen Gymnasiums.

## Werke
- Tangermündische Denkwürdigkeiten, 1722
  - Annales Tangermundenses, Magdeburg 1636 / 1651 (mit Caspar Helmreich)
  - Altmärkisches Geschichtsbuch, Zerbst 1651 / 1729 (Hrsg.: Andreas Rittner)
- Lebensbeschreibung von Nikolaus Leutinger und kurze Übersicht märkischer Historiker, 1729
- Bibliotheca historica Brandenburgica, 1743
  - Accessiones, 1768
- Collectio opusculorum historiam Marchicam illustrantium, 1727–31 und 1733–53
- Memorabilia Coloniensia, XIX specimina, 1731
- Marchiae litteratae specimina, 1740–62
- Geschichte des Seidel’schen Geschlechts, 1751
- Altes und Neues Berlin, 1737, 1752, 1756, 1769 (mit Johann Christoph Müller)